# Misaki Oshigiri
Misaki Oshigiri –en japonés, 押切美沙紀, Oshigiri Misaki– (Obihiro, 29 de septiembre de 1992) es una deportista japonesa que compite en patinaje de velocidad sobre hielo.
Ganó dos medallas de plata en el Campeonato Mundial de Patinaje de Velocidad sobre Hielo en Distancia Individual, en los años 2016 y 2017.
Participó en dos Juegos Olímpicos de Invierno, en los años 2014 y 2018, ocupando el cuarto lugar en Sochi 2014, en la prueba de persecución por equipos.

## Palmarés internacional
| Campeonato Mundial en Distancia Individual | Campeonato Mundial en Distancia Individual | Campeonato Mundial en Distancia Individual | Campeonato Mundial en Distancia Individual |
| Año                                        | Lugar                                      | Medalla                                    | Prueba                                     |
| ------------------------------------------ | ------------------------------------------ | ------------------------------------------ | ------------------------------------------ |
| 2016                                       | Kolomna (Rusia)                            | Medalla de plata                           | Persecución por equipos                    |
| 2017                                       | Gangneung (Corea del Sur)                  | Medalla de plata                           | Persecución por equipos                    |